# Henry St John (1er vicomte Bolingbroke)
Pour les articles homonymes, voir Henry St. John et Bolingbroke.
Henry St John, vicomte Bolingbroke, né le 16 septembre 1678 à Battersea (Surrey) et mort le 12 décembre 1751, est un homme politique et philosophe britannique.

## Biographie

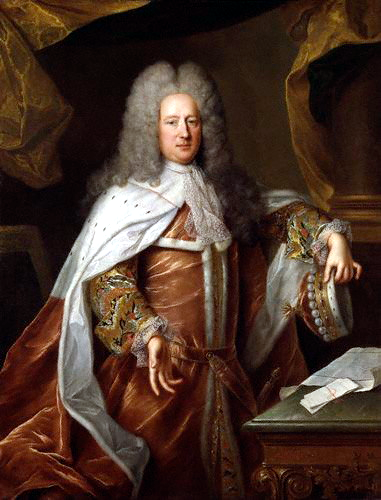
Henri Saint Jean, vicomte Bolingbroke.

Après avoir mené une jeunesse dissipée, il entra aux affaires, et y montra bientôt une supériorité qu'on n'avait pas soupçonnée. Nommé en 1700, membre de la Chambre des communes, il se déclara pour les tories, quoique toute sa famille fût whig. Il attira l'attention du roi Guillaume III d'Angleterre puis de la reine Anne Stuart, et fut nommé secrétaire d'État en 1704. Renversé en 1708, il revint au pouvoir deux ans après, fut chargé du ministère des Affaires étrangères et conclut le traité d'Utrecht signé le 31 mars 1713. 
Il fut en 1710 l'un des premiers rédacteurs du journal Examiner, lancé par les tories pour contrer la presse du parti whig, qui comptait aussi parmi ses journalistes Francis Atterbury, chapelain du roi Guillaume III d'Orange-Nassau et le poète et diplomate Matthew Prior (1664 – 1721). 
Bien que fait pair avec le titre de vicomte Bolingbroke, il perdit tout son crédit à la mort de la reine Anne (1714) et fut même proscrit par le Parlement et dépouillé de tous ses biens. Il se réfugia en France au château de la Source , et offrit ses services au prétendant Jacques François Édouard Stuart ; mais bientôt mécontent de ce prince, il s'en détacha et sollicita auprès du nouveau roi George Ier son retour en Angleterre ; il ne put l'obtenir qu'en 1723. Il vécut d'abord à la campagne, étranger aux affaires ; mais en 1725, il reparut sur la scène, et pendant dix ans, il fut par ses écrits dans le périodique le Craftsman qu'il a lui-même lancé, le plus redoutable antagoniste du Premier ministre Robert Walpole. 
Désespérant enfin du succès de ses efforts, il se retira de nouveau en France (1735) au château de la Source du Loiret près d'Orléans, pour y passer le reste de ses jours ; mais incapable de se fixer, il retourna dès 1738 en Angleterre où il mourut sans avoir pu ressaisir le pouvoir. Il avait épousé en deuxièmes noces une Française, la marquise de Villette, nièce de Madame de Maintenon.

## Œuvres
Il a écrit pendant sa retraite un grand nombre d'ouvrages : 
- les uns politiques, tels que :
  - Lettre au chevalier Wyndham sur le patriotisme ;
  - Idée d'un roi patriote ;
  - Des Partis ;
- les autres littéraires ou philosophiques, tels que :
  - Réflexions sur l'exil ;
  - Lettres sur l'étude de l'histoire ;
  - Lettres à M. de Pouilly (en français).

Dans ces derniers écrits, il se montre déiste et attaque ouvertement la révélation ; il fut en cela le précurseur de Voltaire, qui prit sa défense dans sa Défense de Milord Bolingbroke, ainsi que dans l'Examen important de Milord Bolingbroke. 
Dans une lettre à Sophie de Monnier, le comte de Mirabeau rapporte ce mot de Lord Bolingbroke : « Quatre choses ne doivent point nous flatter : la familiarité des princes, les caresses des femmes, le ris de nos ennemis, la chaleur de l'hiver ; car ces quatre choses n'ont pas une longue durée ! ».
Les écrits de Bolingbroke ont été réunis à Londres, par David Mallet, 1754, 5 volumes in-4, et réimprimés en 1809, 8 volumes in-8. 
Plusieurs ont été traduits en français, notamment les Lettres sur l'histoire par Jacques Barbeu-Dubourg, 1752. 
Bolingbroke fut lié avec certains des plus grands écrivains de son temps : Matthew Prior, Jonathan Swift et Alexander Pope. C'est lui qui donna à ce dernier le sujet et le fond de l’Essai sur l'homme, qui est son chef-d'œuvre. À leur côté, il fut d'ailleurs membre du club littéraire Scriblerus Club. Il fut également en correspondance avec Claudine Guérin de Tencin, son amie intime.